# Марипов, Улукбек Асамидинович
Улукбек Асамидинович Марипов (кирг. Улукбек Асамидинович Марипов; род. 30 августа 1979, с. Кыргыз-Ата, Ноокатский район, Ошская область, Киргизская ССР, СССР) — киргизский государственный и политический деятель. Председатель Кабинета министров Киргизской Республики c 5 мая по 12 октября 2021 года. Ранее с 3 февраля по 5 мая 2021 года занимал должность премьер-министра Киргизской Республики. До назначения премьер-министром Улукбек Марипов возглавлял Счётную палату.

## Биография
Улукбек Асамидинович Марипов родился 30 августа 1979 года в селе Кыргыз-Ата Ноокатского района Ошской области. Выпускник Ошского государственного университета по специальностям «Финансы и кредит» и «Юриспруденция».
Советник государственной службы III класса, отличник государственной службы.
Помимо киргизского, владеет английским и русским языками.

### Родственники
- Отец — Асамидин Марипов. Заслуженный врач Киргизской Республики, бывший депутат[2][3][4].
- Брат — Бактыбек Марипов. Работал акимом Ноокатского района с ноября 2020 года вплоть до освобождения от должности в феврале 2021 года Улукбеком Мариповым[5]. Ранее он несколько лет занимал должность главы сельской управы Кыргыз-Ата Ноокатского района. После октябрьских событий 2020 года возглавил райадминистрацию[2].
- Родственник — Болотбек Марипов. Бывший депутат Жогорку Кенеша. В 2005 году баллотировался в парламент от одного округа вместе со старшей дочерью тогдашнего президента Кыргызстана Аскара Акаева — Бермет Акаевой. После лишения мандата Акаевой (в связи с Тюльпановой революцией) Болотбек Марипов стал депутатом ЖК[2].

### Карьера
В 1997—2001 годах Марипов был председателем крестьянского хозяйства «Кызыл Кетмен».
С 2001 года — ведущий специалист Министерства финансов Кыргызстана, с 2002 года — помощник председателя комитета по доходам при Минфине. С 2003 по 2005 год работал помощником губернатора Баткенской области. В 2005—2006 годах — консультант депутата Жогорку Кенеша.
В 2006—2008 годах работал в администрации президента Кыргызстана экспертом сектора госуправления и местного самоуправления, затем экспертом сектора организационной и контрольной работы.
В 2008—2010 годах работал в аппарате президента Кыргызстана, занимал должность госинспектора сектора организационной и контрольной работы, затем инспектора сектора организационно-инспекторской работы
С мая по декабрь 2010 года Улукбек Марипов был начальником управления международного сотрудничества в МЧС Кыргызстана. С декабря 2010 года по декабрь 2011 года работал в аппарате правительства Кыргызстана. С декабря 2011 года по апрель 2015 года был помощником президента Кыргызстана Алмазбека Атамбаева. С апреля 2015 года — первый заместитель руководителя аппарата президента Кыргызстана.
17 марта 2016 года был избран парламентом аудитором Счётной палаты по представлению аппарата главы Кыргызстана.
19 марта 2016 года Улукбек Марипов стал председателем Счётной палаты и занимал эту должность до 1 февраля 2021 года.
С 3 февраля по 5 мая 2021 года возглавлял правительство Киргизской Республики в качестве премьер-министра.

### Глава правительства Кыргызстана

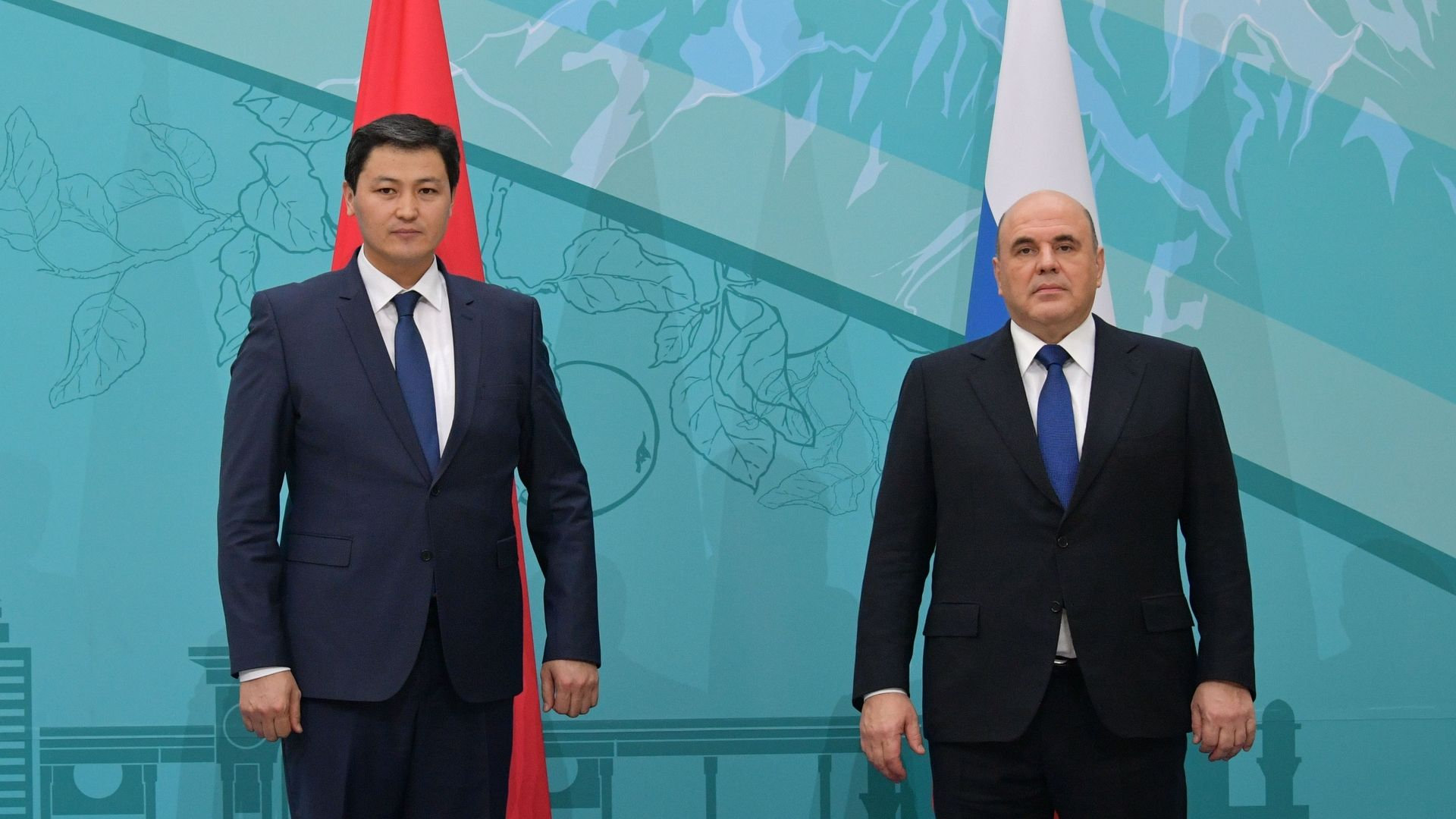
Улукбек Марипов во время встречи с Председателем Правительства РФ Михаилом Мишустиным на заседании Евразийского межправительственного совета. Алма-Ата, 4 февраля 2021 года

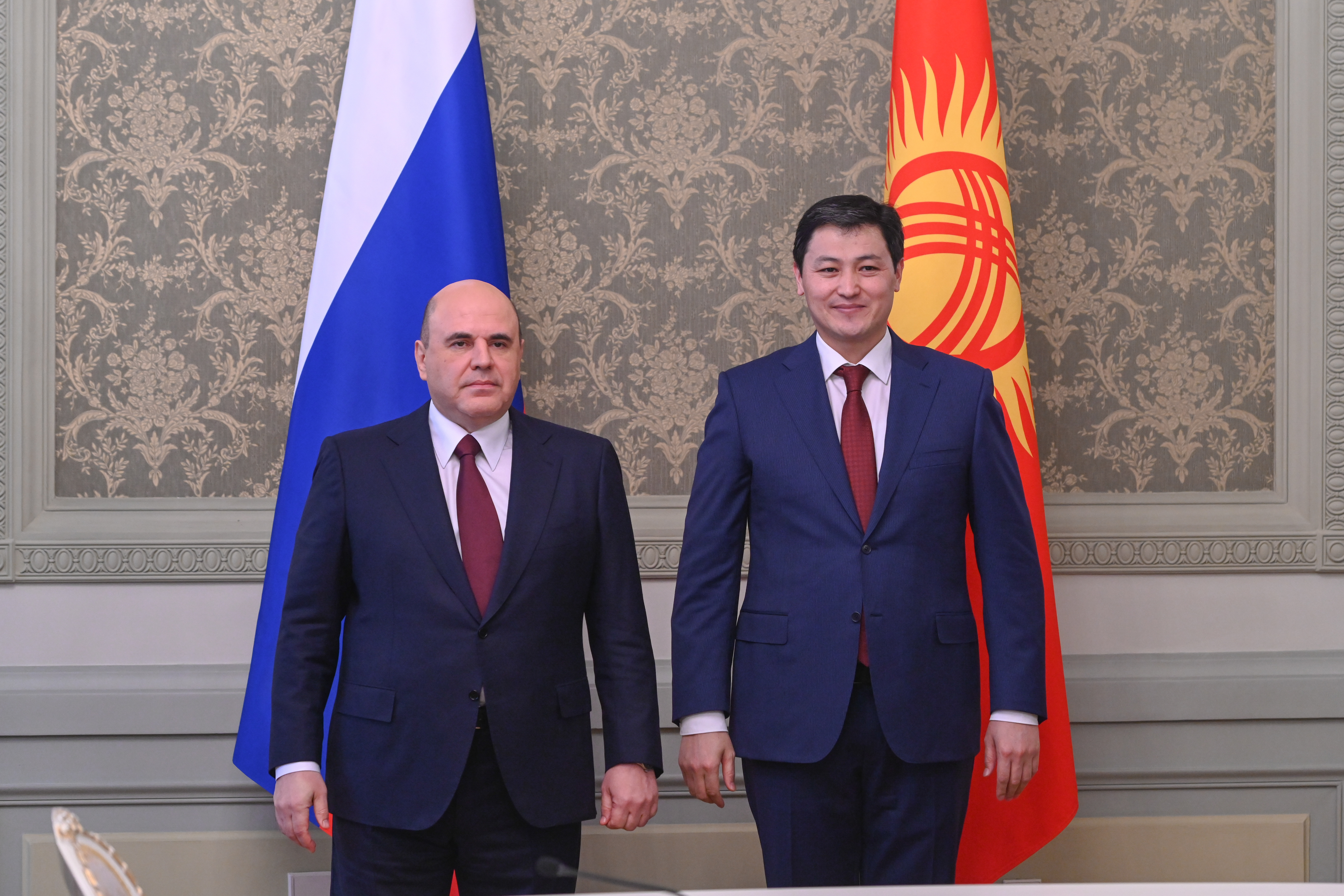
Улукбек Марипов во время встречи с Председателем Правительства РФ Михаилом Мишустиным на заседании Евразийского межправительственного совета. Казань, 29 апреля 2021 года

#### Премьер-министр
1 февраля 2021 года коалиция парламентского большинства одобрила предложение фракции партии «Республика-Ата Журт» выдвинуть Улукбека Марипова в качестве кандидата на пост премьер-министра Кыргызстана. Его кандидатуру рассмотрели профильные комитеты и весь парламент. Состав правительства был объявлен 2 февраля, одобрен парламентом 3 февраля и в тот же день был приведён к присяге, а Улукбек Марипов был утверждён премьер-министром страны — президент Кыргызстана Садыр Жапаров подписал указ о его назначении. После вступления в должность премьер-министра Марипов сократил размер киргизского кабинета министров, а количество исполнительных органов уменьшилось с 22 до 16. Сразу после назначения он направился в Евразийский межправительственный совет в Алма-Ату, где он провёл встречу с председателем правительства РФ Михаилом Мишустиным, премьер-министром Белоруссии Романом Головченко и премьер-министром Армении Николаем Пашиняном.
29 апреля 2021 года по поручению премьер-министра Марипова был создан оперативный штаб по координации и отслеживанию ситуации на кыргызско-таджикской государственной границе.
После конфликта на границе между Кыргызстаном и Таджикистаном 4 мая 2021 года Улукбек Марипов объявил, что Баткенская область, где произошёл приграничный конфликт, получит особый статус.

#### Председатель Кабинета министров
5 мая 2021 года президент Кыргызстана Садыр Жапаров подписал указ о назначении Улукбека Марипова председателем кабинета министров Кыргызстана, тем самым освободив его от ранее занимаемой должности премьер-министра Кыргызстана. После референдума, проведённого 11 апреля 2021 года, и утверждения новой Конституции исполнительную власть возглавил президент, тем самым полномочия главы правительства значительно уменьшились.
12 октября 2021 года Садыр Жапаров освободил Улукбека Марипова от должности председателя Кабинета министров Кыргызстана, исполняющим обязанности стал Акылбек Жапаров.

### После премьерства
С 25 января 2022 года Улукбек Марипов является послом Кыргызской Республики в Саудовской Аравии. 25 ноября 2022 года назначен Чрезвычайным и Полномочным Послом Кыргызстана в Бахрейне и Египте по совместительству.